# Inaopokoa
Inaopokoa est un village mékéos de Papouasie-Nouvelle-Guinée, situé à environ 6 km au nord de Inawabui et à environ 3 km au sud de Inawaia.

## Histoire
Henri Verjus visite le village avec le Père Couppé et le frère Salvatore en septembre 1886.